# Stefan Kluge
Stefan Kluge (* 8. Februar 1968 in Bremen) ist ein deutscher Mediziner und Facharzt für Innere Medizin mit der Schwerpunktbezeichnung Pneumologie und spezieller Weiterbildung in internistischer Intensivmedizin. Er ist Professor am Universitätsklinikum Hamburg-Eppendorf und leitet dort seit 2009 die Klinik für Intensivmedizin mit 140 Intensivbetten.

## Leben
Kluge studierte ab 1989 an den Universitäten Gießen, Hamburg und Durban (S. A.) und wurde 1997 promoviert. Er absolvierte seine Facharztausbildung in der Medizinischen Klinik des Krankenhauses St. Joseph-Stift in Bremen und wurde 1999 wissenschaftlicher Mitarbeiter in der Medizinischen Kern- und Poliklinik des Universitätsklinikums Hamburg-Eppendorf. Im Jahr 2005 wurde er zum Oberarzt am Universitätsklinikum Hamburg-Eppendorf ernannt. 2009 habilitierte er an der Universität Hamburg für das Fach Innere Medizin. Im selben Jahr übernahm er die Leitung der Klinik für Intensivmedizin am Universitätsklinikum Hamburg-Eppendorf mit ihren zwölf Intensivstationen für Erwachsene (derzeit 140 Betten). Im Jahr 2014 wurde er zum Professor der Universität Hamburg ernannt.

## Berufsleben
Forschungsschwerpunkte von Kluge sind Sepsis, ARDS (akutes Lungenversagen), Lungenersatz, Reanimation sowie invasive Mykosen und COVID-19. Er ist Autor oder Co-Autor von mehr als 300 wissenschaftlichen Peer-Review-Veröffentlichungen. Kluge ist Mitglied des Präsidiums der Deutschen Interdisziplinären Vereinigung für Intensiv- und Notfallmedizin (DIVI) und im Vorstand der Deutschen Gesellschaft für Internistische Intensiv- und Notfallmedizin (DGIIN). Aktiv ist er zudem in folgenden Medizinisch-wissenschaftlichen Fachgesellschaften: European Society of Intensive Care Medicine (ESICM), Deutsche Gesellschaft für Innere Medizin, Deutsche Gesellschaft für Pneumologie und Beatmungsmedizin, Deutsche Sepsis Gesellschaft. Er ist Mitherausgeber von mehreren medizinischen Fachzeitschriften und Fachbüchern, u. a. Medizinische Klinik – Intensivmedizin und Notfallmedizin, Pneumologie, Intensiv-News und DIVI-Jahrbuch.
Die Klinik für Intensivmedizin des Universitätsklinikums Hamburg-Eppendorf (UKE) besteht seit 2005 aus dem integrativen Zusammenschluss aller Intensivstationen für erwachsene Patienten des Klinikums. Hierzu zählen die operative, herzchirurgische, neurochirurgische, neurologische, kardiologische, medizinische Intensivstation und mittlerweile fünf interdisziplinäre Intensivstationen. Das Leistungsspektrum der Klinik umfasst die intensivmedizinische Komplexbehandlung aller konservativen und operativen Fachgebiete. Durch die Realisierung eines interdisziplinären Behandlungskonzepts durch erfahrene Intensivmediziner einerseits und durch die zuweisenden Fachdisziplinen andererseits werden eine hohe fachliche Kompetenz in der Patientenversorgung und eine hohe Behandlungsqualität gewährleistet.

## Aktivität im Rahmen der COVID-19-Pandemie
Kluge koordinierte bereits im März 2020 als federführender Autor die deutsche intensivmedizinische Leitlinie zur Behandlung von COVID-19-Patienten im Krankenhaus. Mittlerweile wurde das Qualitätsniveau dieser Leitlinie auf S3 angehoben und enthält inzwischen Empfehlungen für den gesamten Krankenhausbereich.
Während der COVID-19-Pandemie tritt Kluge oft als Experte in den Medien auf. Im Rahmen seiner fachlichen Einschätzungen zur Pandemie und zu den getroffenen Maßnahmen warnte er früh vor einer Überlastung der Intensivstationen durch die Pandemie.

## Auszeichnungen und Mitgliedschaften (Auswahl)
- 2005 Posterpreis der Deutschen Gesellschaft für Internistische Intensivmedizin und Notfallmedizin
- 2011 Posterpreis der Deutschen Gesellschaft für Innere Medizin in der Kategorie Intensivmedizin
- 2011 Forschungspreis Intensivmedizin der DGIIN (senior author)
- 2012 Forschungspreis Intensivmedizin der DGIIN (senior author)

- European Society of Intensive Care Medicine (ESICM)
- Deutsche Interdisziplinäre Vereinigung für Intensiv- und Notfallmedizin (DIVI)
- Deutsche Gesellschaft für Internistische Intensiv- und Notfallmedizin (DGIIN)
- Deutsche Gesellschaft für Pneumologie und Beatmungsmedizin
- Deutsche Gesellschaft für Innere Medizin
- Deutsche Sepsis Gesellschaft